# Cambia un uomo
Cambia un uomo è un singolo del cantautore italiano Marco Mengoni, pubblicato il 29 ottobre 2021 come secondo estratto dal sesto album in studio Materia (Terra).

## Descrizione
Scritto insieme a Daniele Magro, il brano è caratterizzato da sonorità soul-gospel e il testo è un invito ad accettarsi comunque si sia, oltre che una confessione, una riflessione ed una preghiera.

## Video musicale
Il video, diretto da Roberto Ortu, è stato pubblicato il 3 novembre 2021 attraverso il canale YouTube del cantante e vede la partecipazione del padre di Mengoni nelle vesti di un cavaliere.

## Tracce
Testi e musiche di Daniele Magro e Marco Mengoni.
1. Cambia un uomo – 3:55

## Classifiche
| Classifica (2021) | Posizione massima |
| ----------------- | ----------------- |
| Italia            | 35                |